# Mutiny Within
Mutiny Within é uma banda de metalcore formada em 2002 na cidade de Edison, Nova Jérsei.
Em 2010, seu álbum Mutiny Within alcançou o 1.º lugar na Billboard 200.

## Integrantes

### Membros atuais
- Chris Clancy – vocal
- Andrew Jacobs – baixo, vocal de apoio
- Brandon Jacobs – guitarra
- Daniel Bage – guitarra
- Drew Stavola – teclado

### Ex-membros
- Bill Fore – bateria
- Chad Anthony – bateria

## Discografia
Demos
- 2006: Mutiny Demo
- 2006: Audition Demo

Álbuns de estúdio
- 2010: Mutiny Within
- 2013: Synchronicity
- 2017: Origins